# Regierung vun der Nationaler Unioun

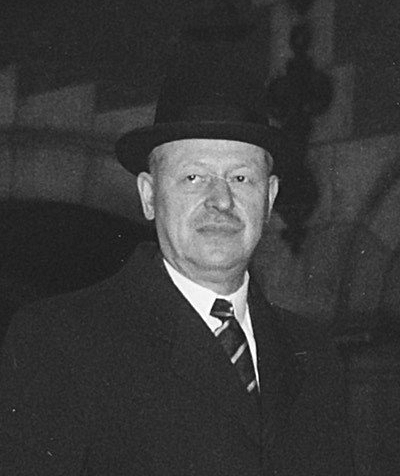
Pierre Dupong war zwischen 1937 und 1953 Premierminister von Luxemburg.

Die Regierung vun der Nationaler Unioun (Alternativname: Regierung Dupong V) wurde in Luxemburg von Premierminister Pierre Dupong von der Chrëschtlech Sozial Vollekspartei (CSV) am 14. November 1945 gebildet. Der Regierung gehörten Vertreter der Chrëschtlech Sozial Vollekspartei (CSV), Lëtzebuerger Aarbechterpartei (LAP), Groupement Démocratique (GD) und Kommunistesch Partei Lëtzebuerg (KPL) an. Sie löste die Regierung vun der Befreiung ab und blieb bis zur Ablösung durch die Regierung Dupong-Schaus am 1. März 1947 im Amt. 

## Minister
Der Regierung gehörten folgende Minister an:
| Amt                                                                    | Amtsinhaber                        | Partei | Beginn der Amtszeit               | Ende der Amtszeit            |
| ---------------------------------------------------------------------- | ---------------------------------- | ------ | --------------------------------- | ---------------------------- |
| Premierminister, Staatsminister                                        | Pierre Dupong                      | CSV    | 14. November 1945                 | 1. März 1947                 |
| Finanzminister und Verteidigungsminister                               | Pierre Dupong                      | CSV    | 14. November 1945                 | 1. März 1947                 |
| Außenminister und Minister für Weinbau                                 | Joseph Bech                        | CSV    | 14. November 1945                 | 1. März 1947                 |
| Minister für Arbeit, soziale Wohlfahrt und Bergbau                     | Pierre Krier Victor Bodson         | LAP    | 14. November 1945 25. Januar 1947 | 20. Januar 1947 1. März 1947 |
| Bildungsminister und Landwirtschaftsminister                           | Nicolas Margue                     | CSV    | 14. November 1945                 | 1. März 1947                 |
| Justizminister, Minister für öffentliche Arbeiten und Verkehrsminister | Victor Bodson                      | LAP    | 14. November 1945                 | 1. März 1947                 |
| Minister für Wiederaufbau und Wirtschaftsminister                      | Guillaume Konsbruck Lambert Schaus | – CSV  | 14. November 1945 29. August 1946 | 29. August 1946 1. März 1947 |
| Innenminister                                                          | Eugène Schaus                      | GD     | 14. November 1945                 | 1. März 1947                 |
| Minister für soziale Fürsorge und Volksgesundheit                      | Charles Marx Dominique Urbany      | KPL    | 14. November 1945 21. Juni 1946   | 13. Juni 1946 1. März 1947   |